# Dolac (Novo Sarajevo, BiH)
Mjesnu zajednicu Dolac odvojak željezničke pruge Ploče - Budimpešta,  koji vodi do željezničkog kolodvora,  dijeli na dvije cjeline: padinski dio iznad i nizinski dio ispod željezničkih tračnica. Blizina važne prometnice umnogome je utjecala,  a i danas utječe, na svakodnevicu Dolčana.  Tako je, još za austrougarske uprave , a tijekom administrativnog preustroja koncem devetnaestoga stoljeća, dio Dolca ujedinjen s mahalom Pofalići i pripojen kotaru Koševa (Koševo) (1. siječnja 1898.), što je znatno poboljšalo život u naselju.  Osvrt na aktualnu situaciju potvrđuje gore kazano. Primjerice, prije nekoliko godina je tik uz prugu izgrađen prodajni centar Mercator, a otprije se u krugu od nekih dvjestotinjak metara nalaze značajni industrijski kapaciteti, poput Tvornice duhana i drugih.